# Annindadike, Chikmagalur
Annindadike là một làng thuộc tehsil Chikmagalur, huyện Chikmagalur, bang Karnataka, Ấn Độ.